# 圣布朗谢
圣布朗谢（法語：Saint-Brancher，法語發音：[sɛ̃ bʁɑ̃ʃe]）是法国勃艮第-弗朗什-孔泰大区约讷省的一个市镇，属于阿瓦隆区。

## 地理
圣布朗谢（47°25'34"N, 3°59'45"E）面积22.02 平方千米，位于法国勃艮第-弗朗什-孔泰大區约讷省，该省份为法国中北部内陆省份，西接卢瓦雷省，西北接塞纳-马恩省，南至涅夫勒省，东临科多尔省，东北与奥布省接壤。
与圣布朗谢接壤的市镇（或旧市镇、城区）包括：圣马尼昂斯、博维利耶、比西耶尔、屈西莱福日、马尼、卡雷莱通布、圣日耳曼德尚。

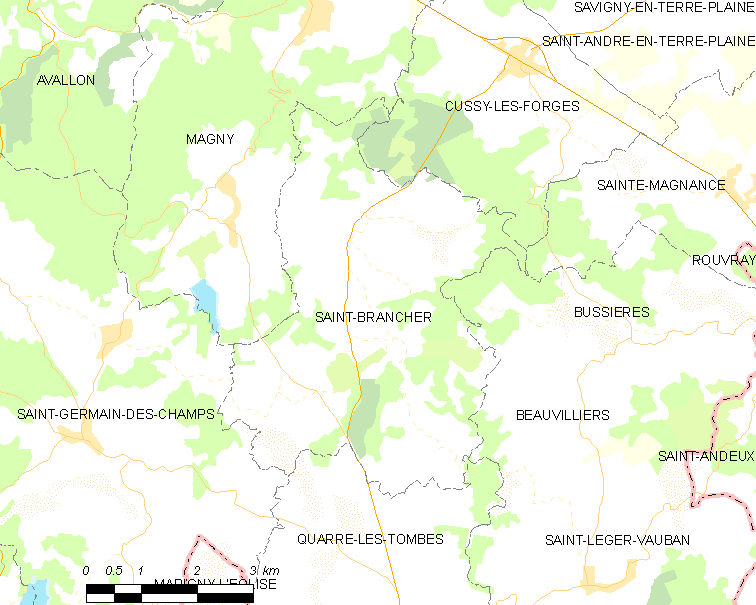
圣布朗谢的OSM定位图

圣布朗谢的时区为UTC+01:00、UTC+02:00（夏令时）。

## 行政
圣布朗谢的邮政编码为89630，INSEE市镇编码为89336。

## 政治
圣布朗谢所属的省级选区为阿瓦隆县。

## 人口

1962-2008年间圣布朗谢人口变化图示

圣布朗谢于2022年1月1日时的人口数量为277人。